# Ipodoryctes pallidipes
Ipodoryctes pallidipes är en stekelart som beskrevs av Granger 1949. Ipodoryctes pallidipes ingår i släktet Ipodoryctes och familjen bracksteklar. Inga underarter finns listade i Catalogue of Life.